# حمام صفوی (گلستان) (نیلوفر)
حمام صفوی (گلستان) (نیلوفر) مربوط به دوره صفوی است و در اسدآباد، خیابان بازار واقع شده و این اثر در تاریخ ۲۵ اسفند ۱۳۸۰ با شمارهٔ ثبت ۵۰۴۹ به‌عنوان یکی از آثار ملی ایران به ثبت رسیده است.